# جان فرانسوا بايلي
جان فرانسوا بايلي (بالفرنسية: Jean-François Bailly )‏ (و. 1937 – 1993 م) هو ممثل، من فرنسا، توفي عن عمر يناهز 56 عاماً.

## وصلات خارجية
- جان فرانسوا بايلي على موقع IMDb (الإنجليزية)